# 釜淵站 (富山縣)
釜淵站（日语：／ Kamagafuchiu eki */?）是隸屬於富山地方鐵道的鐵路車站，座落於富山縣中新川郡立山町，為立山線的車站，車站編號為T49。本車站只停靠普通列車，並全部可直通至本線至電鐵富山站。
整個車站的所在位置都落在大字道源寺範圍內，乘客亦大多數來自這個社區，以及前往附近町立釜淵小學校的師生。但富山地方鐵道的地址中，卻採用了旁邊的大字「寺坪」，原因不明。

## 車站結構

### 站房
結合木和水泥的兩層式建築，門口前端本為具西洋風格的水泥柱、陽台及屋簷，不過現時陽台位置已被木板所圍封。地下為候車大堂，左側為己停用的站務室，開放式閘口位於入口的對面，通過後，需右轉過一小段有蓋走廊後，再沿樓梯到達月台。

### 月台配置
原為2面2線的側式月台，但遠離站房的一邊現時已棄用，相關路軌及轉轍器亦已拆走，列車不能作交換之用，亦未設有無障礙斜道，有效長度為3輛。兩個月台都是以圓形石塊所砌成，而為了讓月台和列車間的空隙收窄，部份月台邊沿後期加裝了鋼架及鋼板。
列車靠站時，往立山站方向為左側上落，往電鐵富山站方向為右側上落。
| 路線    | 方向 | 目的地           | 備註 |
| ------- | ---- | ---------------- | ---- |
| ■立山線 | 上行 | 電鐵富山方向     |      |
| ■立山線 | 下行 | 岩峅寺、立山方向 |      |

## 歷史
- 1921年3月19日：立山鐵道五百石站～立山站（即現時岩峅寺站）開業[2]。
- 1931年3月20日：立山鐵道併入富山電氣鐵道內[3]。
- 1936年8月18日：五百石站～岩峅寺站改為1067毫米軌闊及電化，並與富山電氣鐵道的「寺田支線」接軌，列車開始可由本站沿寺田支線直通至富山田地方站（即現時電鐵富山站附近）。
- 2019年3月16日：增設車站編號[4]。

## 利用人數
| 乘車人員推算 | 乘車人員推算    |
| 年度         | 1日平均上落人數 |
| ------------ | --------------- |
| 1998年       | 284             |
| 1999年       | 266             |
| 2000年       | 254             |
| 2001年       | 240             |
| 2002年       | 247             |
| 2003年       | 253             |
| 2004年       | 250             |
| 2005年       | 254             |
| 2006年       | 254             |
| 2007年       | 249             |
| 2008年       | 245             |
| 2009年       | 228             |
| 2010年       | 233             |
| 2011年       | 233             |
| 2012年       | 237             |
| 2013年       | 225             |
| 2014年       | 225             |
| 2015年       | 236             |
| 2016年       | 238             |
| 2017年       | 241             |
| 2018年       | 249             |

## 相鄰車站
富山地方鐵道
■立山線
特急「立山」、「阿爾卑斯」（只限15/4至30/11）、快速急行（下行）
通過
普通
下段（T48）- 釜淵（T49）- 澤中山（T50）

## 外部連結
- 富山地方鐵道釜淵站公式網頁。[永久]（日語）